# Bầu trời xanh của em
Bầu trời xanh của em (Nhật: 空の青さを知る人よ Hepburn: Sora no aosa o shiru hito yo, "Hỡi người biết sắc xanh trên trời") là một bộ anime điện ảnh do Nagai Tatsuyuki đạo diễn, được sản xuất bởi CloverWorks. Kịch bản được viết bởi Okada Mari, họa sĩ chính Tanaka Masayoshi đảm nhiệm phần hoạt họa. Ban êkíp này từng hợp tác trong hai anime trước đó là Ano Hi Mita Hana no Namae o Bokutachi wa Mada Shiranai (2013) và Tiếng hát từ trái tim (2015). Bộ phim được khởi chiếu tại Nhật Bản vào ngày 11 tháng 10 năm 2019 ở tất cả các rạp chiếu của Toho. Bộ phim được công chiếu tại Việt Nam vào ngày 10 tháng 1 năm 2020 bởi Encore Films.

## Nhân vật
Aioi Aoi (相生 あおい)
Lồng tiếng bởi: Wakayama Shion
Học sinh cao trung năm hai.  Cô là một nhạc sĩ muốn lập nghiệp.
Aioi Akane (相生 あかね)
Lồng tiếng bởi: Yoshioka Riho
Cô là chị gái của Aoi Aioi. Được gọi là Akanē (あか姉 (Aka Tỉ)) bởi Aoi
Kanamuro Shinnosuke (金室 慎之介) / Shinno (しんの)
Lồng tiếng bởi: Yoshizawa Ryo
Là bạn trai cũ của Akane và là người chơi guitar. Shinno chính là Kanomura Shinnosuke của 13 năm trước sau khi vượt thời gian từ quá khứ đến hiện tại.
Nitobe Dankichi (新渡戸 団吉)
Lồng tiếng bởi: Matsudaira Ken
Là một người hát enka nổi tiếng.
Nakamura Masatsugu (中村 正嗣)
Lồng tiếng bởi: Taichi Yō
con trai duy nhất của Masamichi, 11 tuổi và học lớp 5.
Nakamura Masamichi (中村 正道)
Lồng tiếng bởi: Ochiai Fukushi
Cựu tay trống của ban nhạc Shinnosuke, và là bạn cao trung của Akane và Shinnosuke.
Ōtaki Chika (大滝 千佳)
Lồng tiếng bởi: Tanezaki Atsumi
Bạn học của Aoi.  Cô mong muốn có bạn trai là thành viên của ban nhạc.

## Sản xuất
Bầu trời xanh của em được công bố bởi nhóm sáng tạo Super Peace Busters vào ngày 21 tháng 3 năm 2019 bao gồm đạo diễn Nagai Tatsuyuki, biên kịch Okada Mari, và nhà thiết kế nhân vật Tanaka Masayoshi. Cả ba cùng hợp tác ở các sêri trước đây là Toradora!, Ano Hi Mita Hana no Namae o Bokutachi wa Mada Shiranai, và Tiếng hát từ trái tim, bộ phim được lấy bối cảnh ở Chichibu, Saitama, quê nhà của Okada và cũng là bối cảnh của hai bộ anime cuối cùng được nhắc trước đó, tập trung vào mối quan hệ của bốn con người. Bộ phim do CloverWorks thực hiện, Nagai đạo diễn, Okada viết kịch bản, và Tanaka thiết kế nhân vật cũng như đội trưởng thiết kế. Yokoyama Masaru biên soạn âm nhạc cho bộ phim. Aniplex, Fuji TV, Toho và Story đồng sản xuất bộ phim.
Ca khúc chủ đề của bộ phim, "Sora no aosa o shiru hito yo" (空の青さを知る人よ), và ca khúc kết khúc "Aoi" (葵) do Aimyon thực hiện.

## Phát hành
Toho ra mắt và khởi chiếu bộ phim từ ngày 11 tháng 10 năm 2019 ở tất cả các rạp phim Toho khắp Nhật Bản.